# Limatula powelli
Limatula powelli is een tweekleppigensoort uit de familie van de Limidae. De wetenschappelijke naam van de soort is voor het eerst geldig gepubliceerd in 1978 door Fleming.